# Cantone di Chartres-3
Il Cantone di Chartres-3 è una divisione amministrativa dell'arrondissement di Chartres.
È stato costituito a seguito della riforma approvata con decreto del 24 febbraio 2014, che ha avuto attuazione dopo le elezioni dipartimentali del 2015.

## Composizione
Comprende parte della città di Chartres e i 4 comuni di:
- Bailleau-l'Évêque
- Lèves
- Mainvilliers
- Saint-Aubin-des-Bois